# Eesti õhuvägi
L'Eesti õhuvägi (), conosciuta internazionalmente con la dizione in inglese Estonian Air Force, è l'attuale aeronautica militare dell'Estonia e parte integrante delle Eesti kaitsevägi, le forze armate estoni.
La sede principale si trova nella base aerea di Ämari ed opera con due aerei da trasporto Antonov An-2 e due elicotteri Robinson R44. Due Aero L-39 Albatros sono stati noleggiati per addestramento.
Le batterie di difesa aerea sono equipaggiate con 100 ZU-23-2 e missili Mistral.
Il principale radar adottato dalla forza aerea è il Lockheed Martin TPS-117, situato a Kellavere, nella contea di Lääne-Virumaa, ed integrato con la rete di difesa aerea BaltNet operante nei paesi Baltici. La base aerea situata sull'aeroporto di Ämari è dotata di radar a corto raggio ASR-8.

## Storia

### Periodo pre-sovietico
L'aviazione militare estone venne costituita il 21 novembre 1918 quando il comandante del Battaglione Ingegneria Voldemar Victor Riiberg assegno il compito a August Roos di organizzare un'unità dotata di aeromobili. La nuova componente aerea delle forze estoni ebbe modo di operare solo dopo qualche settimana in occasione della guerra di indipendenza estone, quando la nazione dovette subire l'attacco della Repubblica socialista federativa sovietica russa che era intenzionata ad occupare i territori lasciati liberi dall'Impero tedesco come conseguenza della prima guerra mondiale. Gli scontri si protrassero fino alla stipula del Trattato di Tartu nel quale si assicurava all'Estonia una propria autonomia. La forza aerea ne acquisì uno stimolo per rafforzarsi e alla metà degli anni trenta poteva contare su un parco velivoli, anche di produzione nazionale, di 130 unità, divise tra gruppo di aviazione di marina, scuola di volo, base aerea e gruppo di difesa contraerei.
L'Estonia subì in seguito le vicende belliche che determinarono l'inizio della seconda guerra mondiale. La Germania nazista stipulò con l'Unione Sovietica il patto Molotov-Ribbentrop, nel quale le due potenze definirono le rispettive sfere di influenza, e che portò i tre Paesi Baltici alla firma del "patto di assistenza e mutua difesa" che consentiva l'accesso militare ai sovietici e che di fatto generò la smilitarizzazione della propria forza armata. Negli anni successivi le alterne vicende videro il territorio interessato dal fronte orientale, occupato prima della forze tedesche quindi riconquistato definitivamente da quelle sovietiche, le quali rimasero sul territorio anche dopo il termine del conflitto. La proclamazione della Repubblica Socialista Sovietica di Estonia determinò l'annessione all'Unione Sovietica e da quel momento le forze armate furono integrate nella nuova realtà nazionale.

### Periodo post dissoluzione sovietica
La Eesti Õhuvägi venne riformata il 13 aprile 1994 con grandi difficoltà, dovute al fatto che i russi nel ritiro dall'Estonia avevano danneggiato tutte le installazioni militari. I lavori permessi dai fondi disponibili sono stati concentrati sull'aeroporto di Ämari, che doveva essere pronto nel 2010.

## Aeromobili in uso
Sezione aggiornata annualmente in base al World Air Force di Flightglobal del corrente anno. Tale dossier non contempla UAV, aerei da trasporto VIP ed eventuali incidenti accorsi durante l'anno della sua pubblicazione. Modifiche giornaliere o mensili che potrebbero portare a discordanze nel tipo di modelli in servizio e nel loro numero rispetto a WAF, vengono apportate in base a siti specializzati, periodici mensili e bimestrali. Tali modifiche vengono apportate onde rendere quanto più aggiornata la tabella.
| Aeromobile              | Origine     | Tipo                                          | Versione (denominazione locale) | In servizio (2024) | Note                                                                | Immagine |
| Aerei da combattimento  |             |                                               |                                 |                    |                                                                     |          |
| Aero L-39 Albatros      | Rep. Ceca   | aereo da attacco leggeroconversione operativa | L-39C                           | 2                  | 4 L-39C consegnati.                                                 |          |
| Aerei da trasporto      |             |                                               |                                 |                    |                                                                     |          |
| PZL Mielec M28 Skytruck | Polonia     | aereo da trasporto leggero                    | C-145A                          | 2                  | 2 C-145A (M28) donati dall'USAF, tutti consegnati al dicembre 2019. |          |
| Elicotteri              |             |                                               |                                 |                    |                                                                     |          |
| Robinson R44            | Stati Uniti | elicottero utility                            | R44                             | 3                  | 4 R44 consegnati a partire dal 2002.                                |          |

## Aeromobili ritirati
- Antonov An-2 Colt - 2 esemplari[3][8][6][9]

## Gradi
Ufficiali
| Codice NATO | OF-10           | OF-10           | OF-9    | OF-9    | OF-8            | OF-8            | OF-7         | OF-7         | OF-6            | OF-6            | OF-5    | OF-5    | OF-4            | OF-4            | OF-3  | OF-3  | OF-2   | OF-2   | OF-1     | OF-1     | OF-1           | OF-1           | OF-1   | OF-1   | OF(D)           | OF(D)           | OF(D)           | OF(D)           | OF(D)           | OF(D)           | Allievo ufficiale | Allievo ufficiale | Allievo ufficiale | Allievo ufficiale | Allievo ufficiale | Allievo ufficiale |
| ----------- | --------------- | --------------- | ------- | ------- | --------------- | --------------- | ------------ | ------------ | --------------- | --------------- | ------- | ------- | --------------- | --------------- | ----- | ----- | ------ | ------ | -------- | -------- | -------------- | -------------- | ------ | ------ | --------------- | --------------- | --------------- | --------------- | --------------- | --------------- | ----------------- | ----------------- | ----------------- | ----------------- | ----------------- | ----------------- |
| Estonia     | Non equivalente | Non equivalente |         |         |                 |                 |              |              |                 |                 |         |         |                 |                 |       |       |        |        |          |          |                |                |        |        | Non equivalente | Non equivalente | Non equivalente | Non equivalente | Non equivalente | Non equivalente | Non equivalente   | Non equivalente   | Non equivalente   | Non equivalente   | Non equivalente   | Non equivalente   |
| Estonia     | Non equivalente | Non equivalente | Kindral | Kindral | Kindralleitnant | Kindralleitnant | Kindralmajor | Kindralmajor | Brigaadikindral | Brigaadikindral | Kolonel | Kolonel | Kolonelleitnant | Kolonelleitnant | Major | Major | Kapten | Kapten | Leitnant | Leitnant | Nooremleitnant | Nooremleitnant | Lipnik | Lipnik | Non equivalente | Non equivalente | Non equivalente | Non equivalente | Non equivalente | Non equivalente | Non equivalente   | Non equivalente   | Non equivalente   | Non equivalente   | Non equivalente   | Non equivalente   |

Sottufficiali e comuni
| Codice NATO | OR-9       | OR-9       | OR-9       | OR-9         | OR-9         | OR-9         | OR-8        | OR-8        | OR-7   | OR-7   | OR-6         | OR-6         | OR-6         | OR-6         | OR-6         | OR-6         | OR-5          | OR-5          | OR-5          | OR-5          | OR-5          | OR-5          | OR-4     | OR-4     | OR-4           | OR-4           | OR-3            | OR-3            | OR-2   | OR-2   | OR-2   | OR-2   | OR-2   | OR-2   | OR-1    | OR-1    |
| ----------- | ---------- | ---------- | ---------- | ------------ | ------------ | ------------ | ----------- | ----------- | ------ | ------ | ------------ | ------------ | ------------ | ------------ | ------------ | ------------ | ------------- | ------------- | ------------- | ------------- | ------------- | ------------- | -------- | -------- | -------------- | -------------- | --------------- | --------------- | ------ | ------ | ------ | ------ | ------ | ------ | ------- | ------- |
| Estonia     |            |            |            |              |              |              |             |             |        |        |              |              |              |              |              |              |               |               |               |               |               |               |          |          |                |                | Non equivalente | Non equivalente |        |        |        |        |        |        |         |         |
| Estonia     | Ülemveebel | Ülemveebel | Ülemveebel | Staabiveebel | Staabiveebel | Staabiveebel | Vanemveebel | Vanemveebel | Veebel | Veebel | Nooremveebel | Nooremveebel | Nooremveebel | Nooremveebel | Nooremveebel | Nooremveebel | Vanemseersant | Vanemseersant | Vanemseersant | Vanemseersant | Vanemseersant | Vanemseersant | Seersant | Seersant | Nooremseersant | Nooremseersant | Non equivalente | Non equivalente | Kapral | Kapral | Kapral | Kapral | Kapral | Kapral | Reamees | Reamees |